# David Crane's Amazing Tennis
David Crane's Amazing Tennis est un jeu vidéo de tennis sorti en 1992 sur Mega Drive et Super Nintendo. Le jeu a été développé et édité par Absolute Software.
Le jeu tient son nom du programmeur David Crane.